# 大原惠
大原惠（日语：／ Ōhara Megumi，1975年4月16日—），日本女性聲優，從2005年起擔任〈哆啦A夢〉主角大雄的最新一代聲優。

## 出演作品

### 電視動畫
- 哆啦A夢(朝日第2期)（野比大雄(3代)）
- 女僕咖啡廳（森秋夏彥(少年時代)）
- 星際寶貝：神奇大冒險
- やなせたかしメルヘン劇場（日语：やなせたかしメルヘン劇場）

### 劇場版動畫
- 哆啦A夢電影作品（野比大雄(2代)）
  - 新·大雄的恐龍
  - 大雄的新魔界大冒險～7人魔法使～
  - 大雄與綠之巨人傳
  - 新·大雄的宇宙開拓史
  - 大雄的人魚大海戰
  - 新·大雄與鐵人兵團
  - 大雄與奇跡之島
  - 大雄的秘密道具博物館
  - 新·大雄的大魔境
  - STAND BY ME 多啦A夢
  - 大雄的宇宙英雄記
  - 新·大雄的日本誕生
  - 大雄的南極冰天雪地大冒險
  - 大雄的金银岛
  - 大雄的月球探測記
  - 大雄的新恐龍
  - STAND BY ME 哆啦A夢 2
  - 大雄的宇宙小戰爭 2021
  - 大雄與天空的理想鄉
  - 大雄的地球交響樂
  - 大雄的繪畫世界物語[1]

### 外語配音
- Doraemon（美國版本）（Noby,大雄）

### 遊戲
- Simple系列Vol.70 THE 鑑識官（鑑太）
- 哆啦A夢（野比大雄）
  - 大雄的恐龍2006 DS
  - 大雄的新魔界大冒險 DS
  - Doraemon Wii（英语：Doraemon Wii）
  - 大雄與綠之巨人傳 DS
  - 大雄與奇蹟之島~動物歷險記~ 3DS
  - 哆啦A夢 牧場物語
- 跑Online（駿(香港版譯名為光光)）

1. ↑  . Comic Natalie. 2024-09-27  [2024-09-27]. （原始内容存档于2024-12-17） （日语）.